# سایمون لو
سایمون لو (انگلیسی: Simon Lowe؛ زادهٔ ۳۰ اکتبر ۱۹۷۳) بازیگر اهل بریتانیا است.
از فیلم‌ها یا مجموعه‌های تلویزیونی که وی در آن‌ها نقش داشته‌است، می‌توان به ایست‌اندرز، بازی تاج‌وتخت، پوآرو، دانتون ابی و جک غول‌کش اشاره نمود.